# Leioscyta spiralis
Leioscyta spiralis är en insektsart som beskrevs av George Darby Haviland. Leioscyta spiralis ingår i släktet Leioscyta och familjen hornstritar. Inga underarter finns listade i Catalogue of Life.